# 50 kilometer gång för herrar i friidrott vid olympiska sommarspelen 2000
50 kilometer gång för herrar vid olympiska sommarspelen 2000 i Sydney avgjordes 29 september. 

## Medaljörer
| Gren              | Guld                      | Guld    | Silver                   | Silver  | Brons               | Brons   |
| 50 kilometer gång | Robert Korzeniowski Polen | 3:42.22 | Aigars Fadejevs Lettland | 3:43.40 | Joel Sánchez Mexiko | 3:44.36 |

## Resultat
- Q innebär avancemang utifrån placering i heatet.
- q innebär avancemang utifrån total placering.
- DNS innebär att personen inte startade.
- DNF innebär att personen inte fullföljde.
- DQ innebär diskvalificering.
- NR innebär nationellt rekord.
- OR innebär olympiskt rekord.
- WR innebär världsrekord.
- PB innebär personligt rekord.
- SB innebär säsongsbästa.

| Placering | Idrottare               | Nation         | Tid     | Rekord |
| --------- | ----------------------- | -------------- | ------- | ------ |
| 1         | Robert Korzeniowski     | Polen          | 3:42.22 |        |
| 2         | Aigars Fadejevs         | Lettland       | 3:43.40 |        |
| 3         | Joel Sanchez            | Mexiko         | 3:44.36 | PB     |
| 4         | Valentí Massana         | Spanien        | 3:46.01 |        |
| 5         | Nikolaj Matjuchin       | Ryssland       | 3:46.37 |        |
| 6         | Nathan Deakes           | Australien     | 3:47.29 | PB     |
| 7         | Miguel Rodriguez        | Mexiko         | 3:48.12 |        |
| 8         | Roman Magdziarczyk      | Polen          | 3:48.17 | PB     |
| 9         | Modris Liepins          | Lettland       | 3:48.36 |        |
| 10        | Yang Yongjian           | Kina           | 3:48.42 | PB     |
| 11        | Aleksandar Raković      | FR Jugoslavien | 3:49.16 | SB     |
| 12        | Jesus Angel Garcia      | Spanien        | 3:49.31 |        |
| 13        | Wang Yinhang            | Kina           | 3:50.19 | PB     |
| 14        | Denis Langlois          | Frankrike      | 3:52.56 |        |
| 15        | Sergej Korepanov        | Kazakstan      | 3:53.30 |        |
| 16        | Milos Holusa            | Tjeckien       | 3:53.48 | SB     |
| 17        | Peter Tichy             | Slovakien      | 3:54.47 |        |
| 18        | Craig Barrett           | Nya Zeeland    | 3:55.53 |        |
| 19        | Mike Trautmann          | Tyskland       | 3:56.19 |        |
| 20        | Stefan Malik            | Slovakien      | 3:56.44 | SB     |
| 21        | Denis Trautmann         | Tyskland       | 3:58.18 |        |
| 22        | Curt Clausen            | USA            | 3:58.39 |        |
| 23        | Peter Korcok            | Slovakien      | 3:48.46 |        |
| 24        | Mikel Odriozola         | Spanien        | 3:59.50 |        |
| 25        | Valerij Borisov         | Kazakstan      | 4:01.11 |        |
| 26        | Vladimir Potemin        | Ryssland       | 4:02.38 |        |
| 27        | Dion Russell            | Australien     | 4:02.50 |        |
| 28        | Philip Dunn             | USA            | 4:03.05 | SB     |
| 29        | Sylvain Caudron         | Frankrike      | 4:03.22 |        |
| 30        | Daugvinas Zujus         | Litauen        | 4:06.04 |        |
| 31        | Andrew Hermann          | USA            | 4:07.18 |        |
| 32        | Oleksij Sjelest         | Ukraina        | 4:07.39 |        |
| 33        | Pedro Martins           | Portugal       | 4:08.13 |        |
| 34        | Duane Cousins           | Australien     | 4:10.43 |        |
| 35        | Ugis Bruvelis           | Lettland       | 4:11.41 |        |
| 36        | Fumio Imamura           | Japan          | 4:13.28 |        |
| 37        | Gyula Dudás             | Ungern         | 4:17.55 |        |
| 38        | Jamie Costin            | Irland         | 4:24.22 |        |
| 39        | Chris Maddocks          | Storbritannien | 4:52.12 |        |
|           | Ivano Brugnetti         | Italien        | DNF     |        |
|           | Robert Ihly             | Tyskland       | DNF     |        |
|           | Spyridon Kastanis       | Grekland       | DNF     |        |
|           | Tomasz Lipiec           | Polen          | DNF     |        |
|           | Giovanni Perricelli     | Italien        | DNF     |        |
|           | René Piller             | Frankrike      | DNF     |        |
|           | Valerij Spitsyn         | Ryssland       | DNF     |        |
|           | Theodoros Stamatopoulos | Grekland       | DNF     |        |
|           | Arturo Di Mezza         | Italien        | DNF     |        |
|           | Tim Berrett             | Kanada         | DQ      |        |
|           | Fedosei Ciumacenco      | Moldavien      | DQ      |        |
|           | Zoltán Czukor           | Ungern         | DQ      |        |
|           | Viktor Ginko            | Belarus        | DQ      |        |
|           | Arturo Huerta           | Kanada         | DQ      |        |
|           | Akihiko Koike           | Japan          | DQ      |        |
|           | Valentin Kononen        | Finland        | DQ      |        |
|           | Germán Sánchez          | Mexiko         | DQ      |        |